# أغتشة (بوئين و مياندشت)
أغتشة (بالفارسية: اغچه) هي قرية تقع في إيران في قسم ییلاق الريفي. يقدر عدد سكانها بـ 934 نسمة بحسب إحصاء 2016.